# Alexey Molchanov
Alexey Molchanov (russe : Алексей Олегович Молчанов, Alekseï Olegovitch Moltchanov), né le 6 mars 1987 à Volgograd (alors en URSS), multiple champion du monde d'apnée (AIDA et CMAS), actuel détenteur du record du monde d'apnée, président de l'Association des apnéistes de la Fédération d'apnée russe, directeur de l'école d'apnée du nom. Natalia Molchanova, ambassadeur de la Fondation Lac Baïkal, développeur d'équipements pour les apnéistes Molchanovs. Le fils de la multiple championne et détentrice du record du monde d'apnée Natalia Molchanova. 

## Records

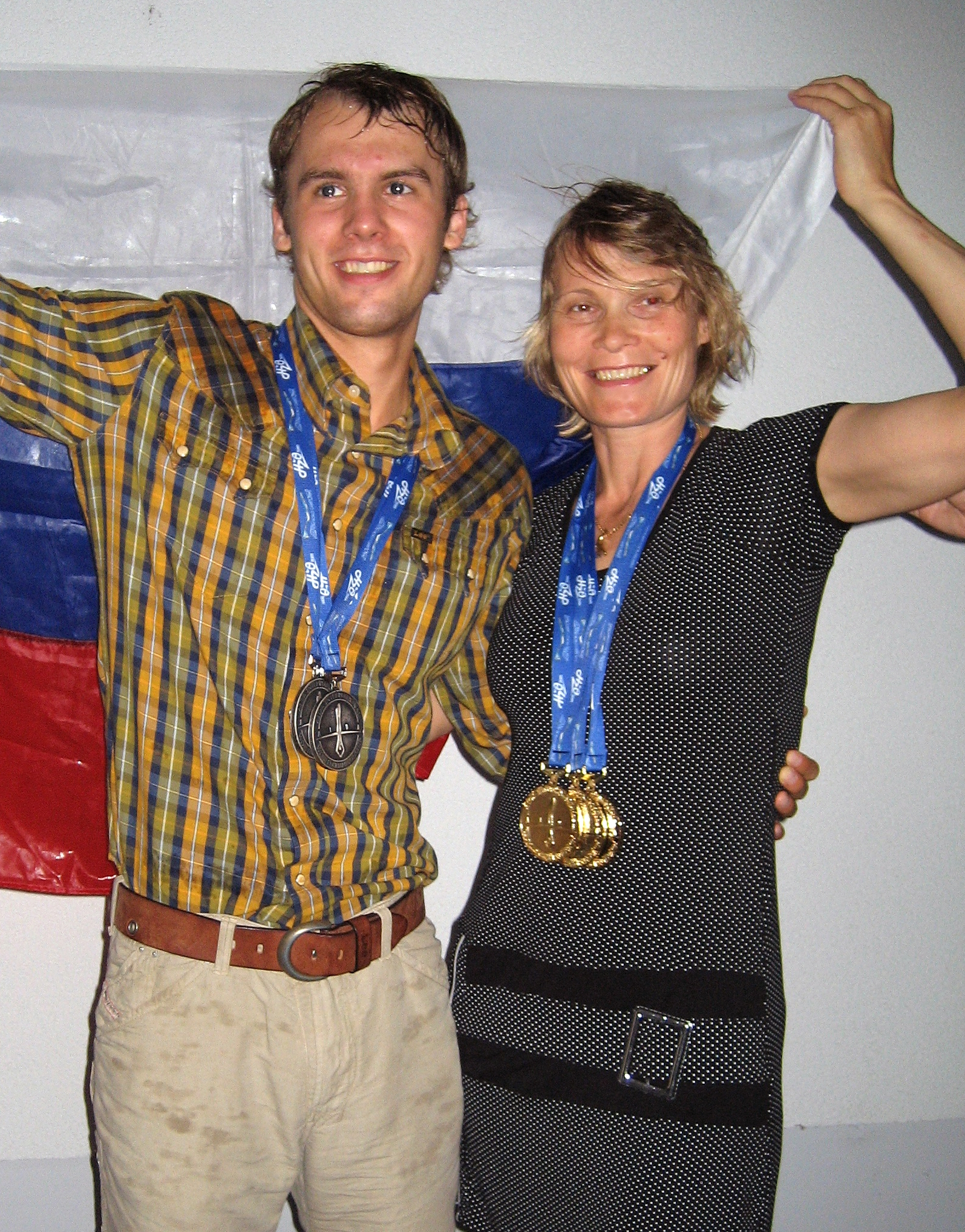
Alexey et Natalia Molchanova aux championnats du monde 2007 d'apnée

| Apnée     | Date               | Lieu                       | Évènement                                               | Record     | Titre                                |
| --------- | ------------------ | -------------------------- | ------------------------------------------------------- | ---------- | ------------------------------------ |
| DYN       | 19 avril 2004      | Moscou                     | Championnat russe d'apnée                               | 158 m      | Record de Russie                     |
| FIM       | 23 novembre 2004   | Égypte                     | Open Swedish freediving competitions                    | 66 m       | Record de Russie                     |
| VWT       | 30 novembre 2004   | Égypte                     | Registration of records in Blue Hole                    | 76 m       | Record de Russie                     |
| DNF       | 23 avril 2005      | Moscou                     | Championnat russe d'apnée                               | 107 m      | Record de Russie                     |
| DYN       | 24 avril 2005      | Moscou                     | Championnat russe d'apnée                               | 171 m      | Record de Russie                     |
| DYN       | 25 août 2005       | Lausanne, Suisse           | First championnat du monde individuel d'apnée           | 199 m      | Record de Russie, médaille de bronze |
| STA       | 26 août 2005       | Lausanne, Suisse           | First championnat du monde individuel d'apnée           | 6 min 31 s | Record de Russie, médaille de bronze |
| DNF       | 27 août 2005       | Lausanne, Suisse           | First championnat du monde individuel d'apnée           | 124 m      | Record de Russie                     |
| DNF       | 27 août 2005       | Lausanne, Suisse           | First championnat du monde individuel d'apnée           | 131 m      | Record de Russie, médaille d'argent  |
| CWT       | 1er septembre 2005 | France, Nice               | Freediving World Championship                           | 82 m       | Record de Russie                     |
| CNF       | 7 novembre 2005    | É, Dahab                   | Triple Depth                                            | 52 m       | Record de Russie                     |
| DYN       | 23 avril 2006      | Moscou                     | Championnat de Russie                                   | 200 m      | Record de Russie                     |
| CNF       | 30 mai 2006        | Égypte, Dahab              | Triple Depth                                            | 60 m       | Record de Russie                     |
| CWT       | 7 décembre 2006    | Égypte, Hurgada            | Team World Championship                                 | 83 m       | Record de Russie                     |
| DYN       | 9 décembre 2006    | Égypte, Hurgada            | Team World Championship                                 | 207 m      | Record de Russie                     |
| STA       | 9 juin 2007        | Moscou                     | Championnat de Russie                                   | 6 min 59 s | Record de Russie                     |
| DYN       | 5 juillet 2007     | Slovénie, Maribor          | Freediving World Championship                           | 213 m      | Record de Russie, médaille d'argent  |
| DNF       | 7 juillet 2007     | Slovénie, Maribor          | Freediving World Championship                           | 157 m      | Record de Russie, médaille d'argent  |
| CNF       | 3 novembre 2007    | Égypte, Sharm-el-Sheikh    | 4e championnat du monde individuel d'apnée              | 65 m       | Record de Russie, médaille de bronze |
| DYN       | 27 avril 2008      | Moscou                     | open Moscou Cup                                         | 222 m      | Record de Russie                     |
| CWT       | 25 juillet 2008    | Grèce, Crete, Sugia        | International freediving competition: Mediterranean Cup | 91 m       | Record de Russie                     |
| CWT       | 27 juillet 2008    | Grèce, Crete, Sugia        | International freediving competition: Mediterranean Cup | 101 m      | Record de Russie                     |
| FIM       | 1er août 2008      | Égypte, Dahab              | International freediving competition                    | 90 m       | Record de Russie                     |
| STA       | 4 octobre 2008     | Italie, Lignano-Sabbiadoro | European Cup                                            | 7 min 31 s | Record de Russie                     |
| DYN       | 5 octobre 2008     | Italie, Lignano-Sabbiadoro | European Cup                                            | 250 m      | Record du monde, record historique   |
| STA       | 20 août 2009       | Danemark, Aarhus           | 5e championnat du monde individuel d'apnée              | 8 min 02 s | Record de Russie                     |
| STA       | 21 août 2009       | Danemark, Aarhus           | 5e championnat du monde individuel d'apnée              | 8 min 31 s | Record de Russie, médaille d'argent  |
| CNF       | 25 septembre 2009  | Égypte, Sharm-el-Sheikh    | International competition Ruler of the depth            | 80 m       | Record de Russie                     |
| CNF       | 27 septembre 2009  | Égypte, Sharm-el-Sheikh    | International competition Ruler of the depth            | 83 m       | Record de Russie                     |
| CWT       | 1er décembre 2009  | Bahamas, Long Island       | 6e championnat du monde individuel d'apnée              | 102 m      | Record de Russie                     |
| CWT       | 3 décembre 2009    | Bahamas, Long Island       | 6e championnat du monde individuel d'apnée              | 111 m      | Record de Russie, médaille d'argent  |
| FIM       | 24 septembre 2011  | Grèce, Kalamata            | 7e championnat du monde individuel d'apnée              | 100 m      | Record de Russie                     |
| CWT       | 25 novembre 2012   | Bahamas, Long Island       |                                                         | 130 m      | Record du monde                      |
| FIM       | 29 novembre 2012   | Bahamas, Long Island       |                                                         | 107 m      | Record de Russie                     |
| CNF       | 25 avril 2013      | Égypte, Dahab              | Russian National Open Competition, 2013                 | 85 m       | Record de Russie                     |
| CNF       | 27 avril 2013      | Égypte, Dahab              | Russian National Open Competition, 2013                 | 90 m       | Record de Russie, record d'Europe    |
| DNF       | 27 juin 2013       | Belgrade                   | Individual AIDA pool World Championships, 2013          | 195 m      | Record de Russie                     |
| STA       | 29 juin 2013       | Belgrade                   | Individual AIDA pool World Championships, 2013          | 8 min 33 s | Record de Russie                     |
| CWT       | 19 septembre 2013  | Kalamata                   | Kalamata Open, 2013                                     | 128 m      | Record du monde, médaille d'or       |
| FIM       | 21 septembre 2013  | Kalamata                   | Kalamata Open, 2013                                     | 110 m      | Record de Russie                     |
| CNF       | 10 novembre 2013   | Long Island, BHS           | Vertical Blue, 2013                                     | 91 m       | Record de Russie                     |
| FIM       | 16 novembre 2013   | Long Island, BHS           | Vertical Blue, 2013                                     | 112 m      | Record de Russie                     |
| FIM       | 2 décembre 2014    | Long Island, BHS           | Suunto Vertical Blue, Deadmans Caye, 2014               | 114 m      | Record de Russie                     |
| DYN       | 26 juin 2015       | Belgrade                   | Individual AIDA Pool World Championships 2015           | 258 m      | Record de Russie                     |
| CNF       | 14 septembre 2015  | Limassol, Chypre           | AIDA Individual World Championship 2015                 | 85 m       | Médaille d'or                        |
| CWT       | 16 septembre 2015  | Limassol, Chypre           | AIDA Individual World Championship 2015                 | 122 m      | Médaille d'or                        |
| CWT       | 29 octobre 2016    | La Paz                     | Big Blue World Cup 2016 (AIDA)                          | 129 m      | Record du monde, médaille d'or       |
| CWT       | 2 mai 2017         | Bahamas                    | Suunto Vertical Blue 2017 (AIDA)                        | 129 m      | Record du monde, médaille d'or       |
| FIM       | mai 2017           | Bahamas                    | Suunto Vertical Blue 2017 (AIDA)                        | 118 m      | Record de Russie                     |
| FIM       | mai 2017           | Bahamas                    | Suunto Vertical Blue 2017 (AIDA)                        | 121 m      | Record de Russie                     |
| CWT       | 3 octobre 2017     | Kaş                        | Apnea European Championship Outdoor – CMAS              | 122 m      | Record du monde, médaille d'or       |
| CWT-BF    | octobre 2017       | Kaş                        | Apnea European Championship Outdoor – CMAS              | 108 m      | Record du monde, médaille d'or       |
| Jump Blue | octobre 2017       | Kaş                        | Apnea European Championship Outdoor – CMAS              | 195,5 m    | Record de Russie, médaille d'or      |
| DYN-BF    | avril 2018         | Saint-Petersbourg          | Russian Pool Championship 2015 — CMAS                   | 206,70 m   | Record de Russie, médaille d'or      |
| STA       | avril 2018         | Saint-Petersbourg          | Russian Pool Championship 2015 — CMAS                   | 8 min 15 s | Record de Russie, médaille d'or      |
| DYN-BF    | 15 juin 2018       | Lignano Sabbiadoro         | 10th Free Diving Indoor World Championship – CMAS       | 224,7 m    | Record de Russie                     |
| CWT       | 18 juillet 2018    | Bahamas                    | Vertical Blue 2018 — AIDA                               | 130 m      | Record du monde, médaille d'or       |
| FIM       | 24 juillet 2018    | Bahamas                    | Vertical Blue 2018 — AIDA                               | 125 m      | Record du monde, médaille d'or       |
| CWT       | 4 octobre 2018     | Kaş                        | 3rd FreeDiving World Championship Outdoor 2018 — CMAS   | 123 m      | Record du monde, médaille d'or       |
| FIM       | 6 octobre 2018     | Kaş                        | 3rd FreeDiving World Championship Outdoor 2018 — CMAS   | 116 m      | Record du monde, médaille d'or       |

- STA - 8 min 33 s
- DYN - 258 m
- DNF - 195 m
- CWT - 136 m
- CNF - 100 m
- FIM - 133 m
- CWT ICE - 85 m
- VWT - 156 m
- STA = Apnée statique. Tenir sa respiration le plus longtemps possible.
- DYN = Apnée dynamique avec palmes. Tenir sa respiration le plus longtemps possible avec utilisation de palmes ou monopalme.
- DNF = Apnée dynamique sans palmes. Tenir sa respiration le plus longtemps possible sans palmes.
- CWT = Poids constant avec palmes. Plonger au plus profond avec utilisation de palmes ou monopalme.
- CNF = Poids constant sans palmes. Plonger au plus profond sans utilisation de palmes.
- FIM = Immersion libre. Plongée aussi profondément que possible en se tirant vers le bas à l'aide d'une corde.

## Honneurs
L'astéroïde (299785) Alexeymolchanov porte son nom.